# هلمت (گروه موسیقی)
هلمت (به انگلیسی: Helmet) یک گروه آلترناتیو متال آمریکایی از شهر نیویورک است که در سال ۱۹۸۹ توسط خواننده و نوازندهٔ گیتار پیج همیلتون تشکیل شد. هلمت تغییرات زیادی در ترکیب با همیلتون به عنوان تنها عضو ثابت داشته است. از سال ۲۰۱۰، گروه متشکل از همیلتون، درامر کایل استیونسون، نوازندهٔ گیتار دن بیمن و نوازندهٔ بیس دیو کیس است.
هلمت، ۹ آلبوم استودیویی و دو آلبوم تلفیقی منتشر کرده است. پس‌از انتشار اولین آلبوم خود، تسمه آن را روشن کنید (۱۹۹۰)، در ناشر ضبط آمفتامین رپتایل، هلمت با اینترسکوپ رکوردز قرارداد امضا کرد و سه آلبوم برای این ناشر منتشر کرد، از‌جمله آلبوم موفق در ضمن (۱۹۹۲). دو آلبوم بعدی آنها - بتی (۱۹۹۴) و پس‌از طعم (۱۹۹۷) - نیز موفق بودند، اما با تحسین منتقدان یا محبوبیت در ضمن مطابقت نداشتند. هلمت در سال ۱۹۹۸ از هم پاشید، اما در سال ۲۰۰۴ اصلاح شد و از آن زمان تاکنون پنج آلبوم دیگر منتشر کرده است - اندازه مهم است (۲۰۰۴)، تک‌رنگ (۲۰۰۶)، دیدن سگ چشم (۲۰۱۰)، مرده برای جهان (۲۰۱۶)، و آخرین آنها، چپ (۲۰۲۳).

## تاریخچه

### شکل‌گیری و سال‌های اولیه (۱۹۹۱–۱۹۸۹)
همیلتون در اوایل سال ۱۹۸۹ پس از ترک گروه آلترناتیو راک بند آو سوزانز که دو آلبوم با آنها ضبط کرده بود، هلمت را تشکیل داد. این نوازندهٔ گیتار متولد اورگن که در ابتدا به نیویورک نقل مکان کرد تا گیتار جاز را در مدرسه موسیقی منهتن بخواند، هنری بوگدان نوازندهٔ بیس را که او نیز اهل اورگن بود، نوازندهٔ گیتار استرالیایی پیتر منگد و درامر اهل فلوریدیا، جان استنیر را به عنوان اولین ترکیب رسمی گروه به خدمت گرفت. قبل از اینکه همیلتون به یک نام بسنده کند، همسر وقت نوازندهٔ گیتار پیتر منگد، رینه کوکورو نام آلمانی «هلموث» را پیشنهاد کرد. همیلتون پیشنهاد او را اشتباه تعبیر کرد و به اشتباه فکر کرد که منظور او از شکل کلاه ایمنی است. سپس همیلتون با هیجان فکر کرد که هلمت «مثل نام بسیار جالبی برای یک گروه به نظر می‌رسد» و املای انگلیسی شدهٔ آن را انتخاب کرد. نام‌های دیگری که مورد توجه قرار گرفته‌اند، «کرای روث» و «پلی ارکیدز»، به همراه نام‌های پنهان‌تر و مبهم‌تر «تونا لورنزو» و «فورث آلبیومن» بودند.
آنها توسط تام هزل مایر، نوازندهٔ گیتار گروه هیلو آو فلایز مشاهده شدند و با ناشر هزل مایر آمفتامین رپتایل رکوردز قرارداد امضا کردند و اولین تک‌آهنگ ۷ اینچی خود با نام «آزار دهنده متولد شد» را در اواخر همان سال منتشر کردند (به صورت آلبوم با قطعات بیشتری در سال ۱۹۹۵ منتشر شد). آمفتامین رکوردز اولین آلبوم استودیویی هلمت تسمه آن را روشن کنید را در سال ۱۹۹۰ منتشر کرد که بلافاصله پس از آن بیش از ۴۰٬۰۰۰ نسخه فروخت. هزل مایر یک بار اظهار داشت که این آلبوم باعث شد این ناشر در دههٔ ۱۹۹۰ ادامه یابد.

### موفقیت‌های تجاری (۱۹۹۸–۱۹۹۲)
اگرچه تسمه آن را روشن کنید به موفقیت محلی چشمگیری دست یافته بود، ناشرهای بزرگ ضبط علاقه‌ای به امضای قرارداد با هلمت نداشتند تا زمانی که گروه نیروانا در سال ۱۹۹۱ به موفقیت اصلی رسید و صحنهٔ موسیقی جایگزین را وارد جریان اصلی کرد. مدتی پس از آن، گروه شروع به دریافت قراردادهای ناشر اصلی از ریلیتیویتی، وارنر و اینترسکوپ رکوردز کرد. در ژانویه ۱۹۹۲، هلمت با اینترسکوپ قرارداد امضا کرد و مبلغی معادل ۱٫۲ میلیون دلار بین سه آلبوم (۴۰۰٬۰۰۰ دلار برای هر ضبط)، ۵۰٬۰۰۰ دلار پشتیبانی تور و کنترل بی‌سابقه‌ای بر کار آنها دریافت کرد. اولین آلبوم آنها برای اینترسکوپ، در ضمن، در سال ۱۹۹۲ منتشر شد و در سال ۱۹۹۴ گواهی‌نامهٔ طلا را دریافت کرد. این آلبوم بیش از دو میلیون نسخه در سراسر جهان فروخته است و همچنان پرفروش‌ترین آلبوم هلمت است. هلمت تورهای بی‌وقفه‌ای در ایالات متحده، برزیل، اروپا و آسیا داشت و عموماً همراه با دیگر هنرمندان ضبط آمفتامین رپتایل بود. تنش‌های داخلی گروه گاهی بالا می‌رفت.

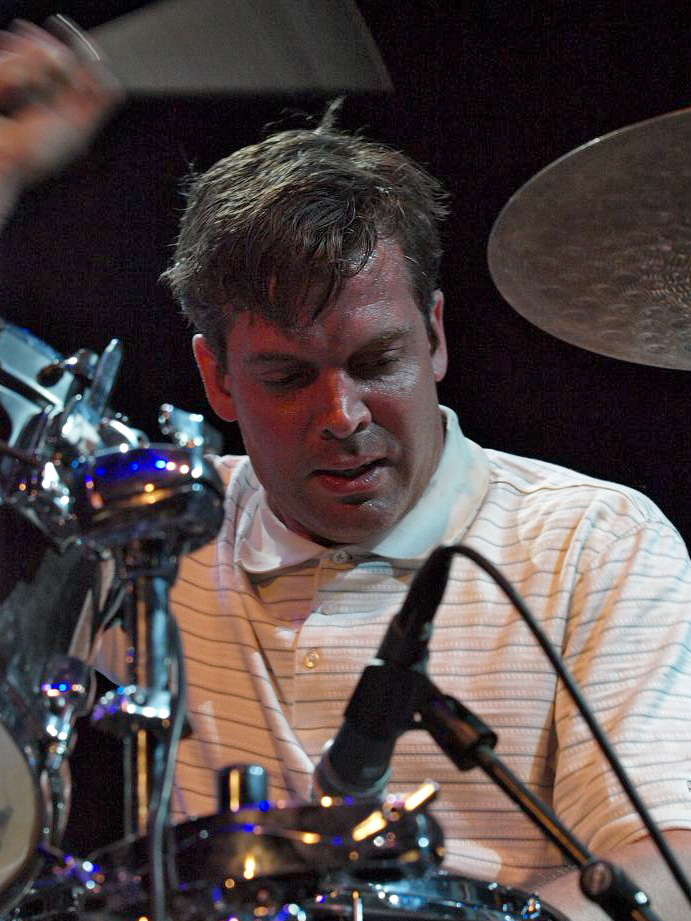
درامر سابق جان استنیر

در اوایل سال ۱۹۹۳، پیتر منگد به دلیل اختلاف قراردادی، هلمت را ترک کرد. او بعداً در سال ۱۹۹۵ به ابرگروه هندسام ملحق شد که قبل از انحلال یک آلبوم با نام خود گروه در اپیک رکوردز در سال ۱۹۹۷ منتشر کرد. راب اچوریا، نوازندهٔ گیتار گروه هاردکور رست این پیسز جایگزین منگد شد. هلمت همچنین آهنگی برای فیلم شب قضات به نام فقط یک قربانی دیگر با همکاری گروه هاوس آو پین ساخته است. سومین آلبوم هلمت، بتی، در سال ۱۹۹۴ منتشر شد. با وجود مدیریت بالاترین جایگاه گروه در جدول بیلبورد ۲۰۰ در رتبهٔ ۴۵، این آلبوم به اندازهٔ در ضمن فروش نداشت. در سال ۱۹۹۵، گروه در فیلم جرکی بویز: فیلم ظاهر شد و آهنگ «علامت جهان هستی» گروه بلک سبث را پوشش داد و آزی آزبورن به عنوان مدیر گروه ظاهر شد. بعداً، پس از ضبط و تور در حمایت از بتی، اچوریا دوستانه از گروه جدا شد و به گروه بایوهازرد پیوست.
هلمت در سال ۱۹۹۷ پس از طعم را به عنوان سه قطعه ضبط کرد. اولین نسخه از آلبوم در آخرین لحظه در پاییز ۱۹۹۶، زمانی که فعالیت‌های تبلیغاتی شروع شده بود، پس گرفته شد، و انتشار دیسک را با یک میکس صوتی جدید تا مارس سال بعد به تعویق انداخت. نوازندهٔ گیتار کریس ترینر (قبلاً از اورنج ۹ میلی‌متر) برای این تور برای حمایت از آلبوم استخدام شد. در حالی که آهنگ «دقیقاً آن چیزی که می‌خواستی» به یک موفقیت متوسط رادیویی تبدیل شد، این آلبوم به خوبی انتشارات اصلی قبلی هلمت نبود، چند هفته‌ای را در جدول بیلبورد ۲۰۰ گذراند و ۱۳۲٬۰۰۰ نسخه در دههٔ بعد فروخت. با تور پس از طعم در سال ۱۹۹۷ ثابت شد که پایان این گروه برای نزدیک به یک دهه است.
در میان اختلافات خصوصی طولانی مدت، اعضا تصمیم گرفتند که آن را کنار بگذارند و اجرای نهایی اصلی هلمت در ۱۰ دسامبر ۱۹۹۷ در ایتالیا انجام شد. گروه در نوامبر ۱۹۹۸ رسماً از هم پاشید. از همیلتون در مورد جدایی پرسیده شد، «۹ سال، ۱۶۰۰ نمایش، ۵ آلبوم، و دیگر برای ما سخت بود که به یکدیگر نگاه کنیم.» بوگدان قبل از بازگشت به خانه به اورگن برای نواختن برای گروه میدنایت سرنیدرز، گروه مون لایترز را در نیویورک با بلیس بلاد، که برای آنها گیتار استیل می‌نواخت، تشکیل داد. استنیر از نوازندگی درام فاصله گرفت، اما برای نواختن درام برای گروه‌های تاماهاوک، د مارک آو کین، بتلز و پرایمر ۵۵ بازگشت.

### اتحاد مجدد (۲۰۰۳–اکنون)
پس از انحلال هلمت، همیلتون از نیویورک به لس آنجلس نقل مکان کرد و در پروژه‌های مختلفی شرکت کرد. این شامل نواختن گیتار برای دیوید بویی، انجام جلسات برای موسیقی فیلم، کار با آهنگساز الیوت گلدنتال بر روی موسیقی متن فیلم در رؤیاها و تیتوس در سال ۱۹۹۹ بود. این دومین باری بود که همیلتون با گلدنتال کار می‌کرد، اولین بار موسیقی متن فیلم هیت در سال ۱۹۹۵ بود. هنگام کار بر روی موسیقی فیلم، او در یک «ارکستر گیتار» به نام «دف الک» همراه با نوازندگان گیتار دیگر حضور داشت. او به‌طور دوره‌ای به نیویورک برمی‌گشت تا با گروهش گاندی کار کند، که در آنجا بود که چندین آهنگ در آلبوم اندازه مهم است شروع شد.
در اوت ۲۰۰۳، همیلتون کار بر روی یک پروژهٔ موسیقی جدید را با کریس ترینر و درامر جان تمپستا (قبلاً از گروه‌های تستمنت و وایت زامبی) آغاز کرد. تقریباً در همین زمان، اینترسکوپ رکوردز انتشار ناخوانده: بهترین مجموعه هلمت (۱۹۹۷ – ۱۹۹۱) (۲۰۰۴) را اعلام کرد، که باعث حدس و گمان‌هایی در مورد گردهمایی مجدد هلمت و تور شد که به سرعت توسط سخنگوی همیلتون تکذیب شد. در دسامبر ۲۰۰۳، همیلتون قرارداد جدیدی با اینترسکوپ امضا کرد؛ بعداً توسط جیمی آیوین، رئیس اینترسکوپ از او خواسته شد تا آلبوم جدیدی را برای این برچسب با نام هلمت ضبط کند. همیلتون که حفظ گروه گاندی از نظر مالی برایش دشوار بود، موافقت کرد که این کار را انجام دهد زیرا «به این معنی بود که من برای ساختن یک آلبوم پول دارم تا اینکه از جیبم بیرون بیاید؛ بنابراین تشکیل یک گروه آسان‌تر بود.» از آنجایی که روابط او با استنیر و بوگدان از سال ۱۹۹۸ بهبود نیافته بود، و پیشنهادهای قبلی او برای اتحاد مجدد رد یا نادیده گرفته شده بود، همیلتون تصمیم گرفت که ادامه دهد و موسیقی بیشتری به عنوان هلمت بدون آنها منتشر کند.

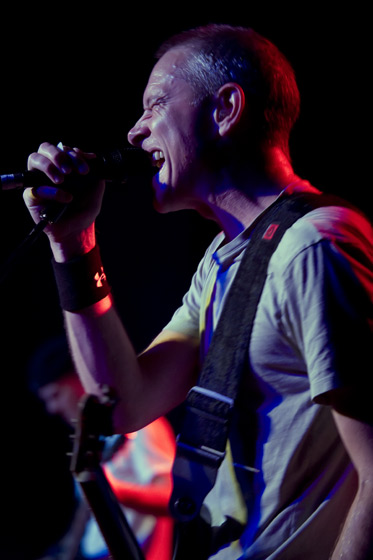
پیج همیلتون، ملبورن ۲۰۰۸

در اوایل سال ۲۰۰۴ با تمپستا روی درام و همیلتون که خوانندگی و گیتار را پوشش می‌داد، اندازه مهم است را ضبط کردند. ترینر هر دو بخش گیتار و بیس آلبوم را ضبط کرد. این آلبوم دارای اشعاری بود که از رابطهٔ کوتاه همیلتون در سال ۲۰۰۳ با بازیگر زن هالیوود وینونا رایدر الهام گرفته شده بود، و توسط منتقدان به عنوان انحراف از صدای قبلی و تجربی‌تر هلمت ذکر شده است. فرانک بلو بعداً برای نواختن بیس در تور پشتیبانی استخدام شد. با این حال، او قبل از پایان تور آنها را ترک کرد تا با گروه اصلی خود، انترکس متحد شود. جرمی شاتلین جایگزین بلو در طول مدت تور شد. جان تمپستا در اوایل سال ۲۰۰۶ برای پیوستن به گروه کالت، هلمت را ترک کرد.
در نوامبر ۲۰۰۵، هلمت توسط اینترسکوپ پس از فروش کم برای اندازه مهم است کنار گذاشته شد. سپس هلمت در مارس ۲۰۰۶ با وارکن اینترپرایز قرارداد امضا کرد و اعلام کرد که آلبوم جدیدی در دست ساخت است. هلمت در جشنوارهٔ جنوب از جنوب غربی در سال ۲۰۰۶ در آستین، تگزاس، با ترکیب موقتی متشکل از چارلی واکر درامز، کریس ترینر نوازندهٔ بیس و آنتونی تروگلیو (قبلاً از گاندی) در گیتار اجرا کرد. آلبوم جدید تک‌رنگ توسط وارتون تیرز ضبط و تولید شد که دو آلبوم اول هلمت به نام‌های تسمه آن را روشن کنید و در ضمن را ضبط کرد. برای آلبوم، همیلتون و رینر با درامر تازه استخدام شده، مایک جاست (قبلاً از آدایر) به استودیو بازگشتند. هلمت در سال ۲۰۰۶ تور وارپد را در حمایت از تک‌رنگ عنوان کرد و جرمی شاتلین نقش خود را در تور ۲۰۰۵ اندازه مهم است بازی کرد. گروه بعداً به دلیل اختلافات مالی مختلف بین همیلتون و صاحبان ناشر از وارکن جدا شد. همیلتون اظهار داشت: «آمفتامین رپتایل و اینترسکوپ هر دو تجربه‌های فوق‌العاده‌ای برای ما بودند، و وارکن اولین باری بود که من واقعاً با یک برچسب به مشکل برخوردم. من به کسی اعتماد کردم و بدبخت شدم. من از این موضوع ناراحت نیستم، اما پول زیادی از دست دادم. آنها هرگز به من برای پشتیبانی تور که طبق قرارداد متعهد به پرداخت آن بودند، پرداخت نکردند. خیلی چیزها بود. من هرگز یک پنی حق امتیاز از آنها ندیده‌ام، اما اکنون صاحب ضبط [تک‌رنگ] هستم، بنابراین ضبط من است.»
در سپتامبر ۲۰۰۶، کریس ترینر اعلام کرد که پس از نزدیک به یک دهه همکاری با پیج همیلتون، گروه را ترک کرده است. چند روز بعد، مایک جوست نیز گروه را ترک کرد تا به عنوان یک پدر جدید به وظایف خود بپردازد. جرمی شاتلین نیز تعهدات دیگری را انجام داد. همیلتون در اوایل اکتبر ۲۰۰۶ اعلام کرد که وظیفهٔ درام و بیس توسط کایل استیونسون و جان فولر به ترتیب، هر دو از میلواکی، و هر دو عضو قبلی بیگ کلپس انجام خواهد شد. جیمی تامپسون استرالیایی (قبلاً از گروه فول اسکل) نیز در سال ۲۰۰۶ در گیتار به گروه پیوست، اما در اواخر سال ۲۰۰۸ دن بیمن جایگزین او شد. به دلیل تغییرات در ترکیب، همیلتون مجبور شد بسیاری از نمایش‌های برنامه‌ریزی شده برای اواخر سال ۲۰۰۶ در ایالات متحده و اروپا را لغو کند. هلمت برای گانز ان روزز برای تاریخ‌های باقی مانده از تور آنها در دسامبر ۲۰۰۶ افتتاح شد. گروه در آوریل و مه ۲۰۰۸ تور استرالیا را برگزار کرد و در سراسر سواحل شرقی و جنوبی برنامه اجرا کرد. هفتمین آلبوم استودیویی هلمت با نام دیدن سگ چشم در ۷ سپتامبر ۲۰۱۰ منتشر شد.

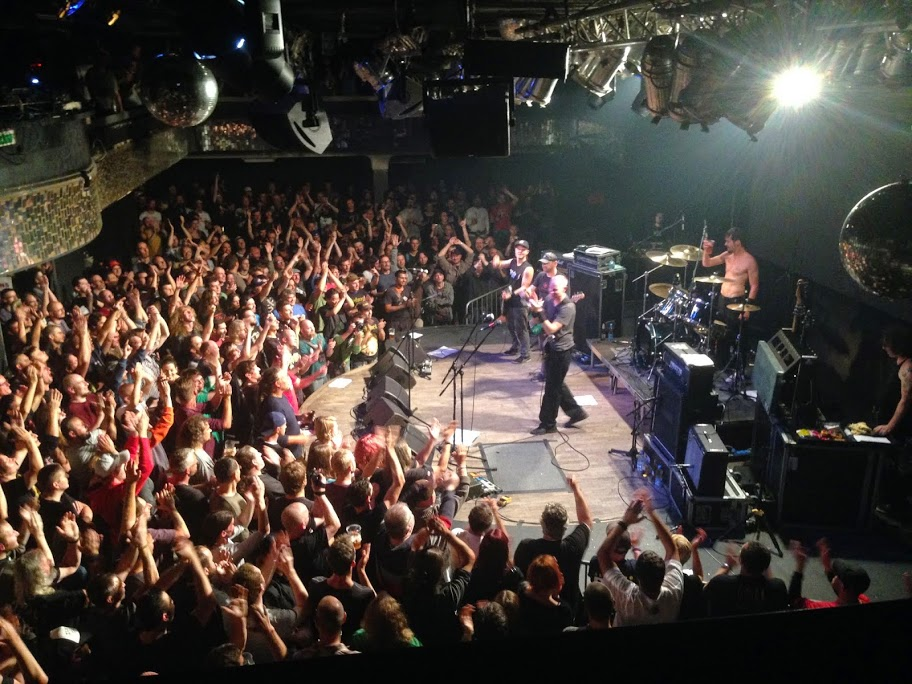
تور اروپا بیستمین سالگرد بتی. کنسرت افتتاحیه - ۱۱ سپتامبر ۲۰۱۴، بار موسیقی لوسرنا، پراگ - جمهوری چک

در ۲۰ نوامبر ۲۰۱۱، هلمت اعلام کرد که تور میانسالی اروپا از ۵ مارس تا ۸ آوریل ۲۰۱۲ برگزار می‌شود و شامل ۲۸ نمایش در پرتغال، اسپانیا، سوئیس، ایتالیا، آلمان، اتریش، دانمارک، هلند، بلژیک و بریتانیا می‌شود. تمام آلبوم در ضمن به‌طور کامل پخش شد. منگد در یکی از نمایش‌های سالگرد در بریزبن، استرالیا، برای مدت کوتاهی با همیلتون و هلمت متحد شد.
در ۲۸ اکتبر ۲۰۱۶، هلمت هشتمین آلبوم استودیویی خود با نام مرده برای دنیا را پس از انتشار تک‌آهنگ اخبار بد منتشر کرد.
گروه تاریخ تورهای مه ۲۰۱۸ در ایالات متحده و ژوئیه تا اوت در اروپا را در وب سایت رسمی خود اعلام کرد. هلمت همچنین ۳۰ سالگی خود را در سال ۲۰۱۹ با تور اروپا و آمریکای شمالی جشن گرفت.
در نوامبر ۲۰۱۹، روزنامهٔ St. Paul Pioneer Press گزارش داد که هلمت در حال کار بر روی مطالب جدید برای نهمین آلبوم استودیویی خود بوده است. در ۲۳ اوت ۲۰۲۳، گروه «هالیدی» را به عنوان تک‌آهنگ اصلی نهمین آلبوم خود چپ منتشر کرد که در ۱۰ نوامبر ۲۰۲۳ منتشر شد.

## سبک موسیقی و تصویر

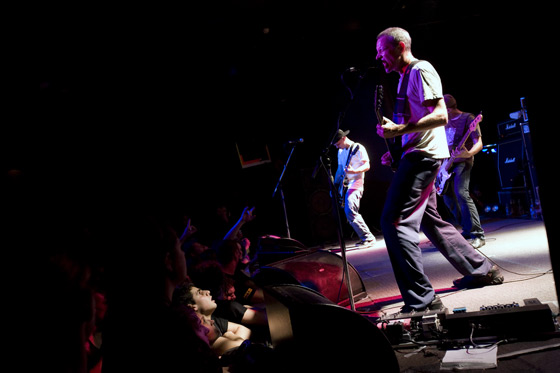
نمایش هملت، بار هایفای، ملبورن، مه ۲۰۰۸

بسیاری از منتقدان از هلمت به عنوان یک گروه آلترناتیو متال یاد می‌کنند. با این حال، گروه تحت بسیاری از ژانرها، از جمله پست هاردکور، نویز راک، آوانگارد متال، پست متال و گروو متال دسته‌بندی شده است. جیم فاربر از روزنامهٔ نیویورک دیلی نیوز به شوخی به هلمت به عنوان «اسمارت راک» برچسب زد. ویژگی موسیقی آن‌ها ریف‌های گیتار تکراری، سنکپ، استاکاتو، اغلب با کسر زمان نامتعارف، و تقریباً همیشه در یک کلید کوچک با تنظیم Drop-D یا Drop-C است. صدای گیتار به شدت تحریف شده و ناهماهنگ است، با گروه‌های کر که اغلب شامل امواج بازخورد صوتی گیتار است. هلمت به عنوان «گروه متال انسان متفکر» توصیف شده است. به گفتهٔ همیلتون، این اصطلاح از جان استنیر نوازندهٔ اصلی درام گرفته شده است، زیرا زمانی از مصاحبه‌کننده‌ای شنیده است که آن را می‌گوید.
با این حال، هلمت به‌طور کلی در برابر ارتباط با هوی متال مقاومت کرده است. همیلتون گفته است، «مردم [به او] می‌گویند، تو متال نیستی! و من می‌گفتم، می‌دانم، من هرگز نگفتم که هستم! نمی‌دانم چرا مردم در مورد اینکه قرار است خودت را چه نامی بگذاری بد می‌گویند.»
با اجتناب از تصویر متال سنتی از موهای بلند و لباس مشکی، گروه با ترجیح خود برای تی شرت‌های ساده، شلوار جین و کفش‌های کتانی و مدل‌های کوتاه مو برجسته بودند. ظاهر غیرمعمول آنها در قسمتی از مجموعهٔ تلویزیونی بیویس و بات‌هد مورد اشاره قرار گرفت، که در آن تفسیر این زوج در مورد ویدیوی «ناخوانده» شامل سطرهای «آن درامر شبیه یک مرد معمولی به نظر می‌رسد» و «اگر شما، دوست دارید، این بچه‌ها را در خیابان ببینید، حتی نمی‌دانید که آنها باحال هستند.»

## میراث و تأثیرات
روزنامهٔ نیویورک تایمز هلمت را «گروهی که ارتباطات مهمی بین ایندی راک و متال برقرار کرد» نامید. آنها تأثیر زیادی بر بسیاری از گروه‌های نیو متال داشته‌اند. مایک پاتن، نوازنده و خوانندهٔ پیشین گروه فیث نو مور، همچنین از هلمت به عنوان تأثیر قابل توجهی در حرفهٔ انفرادی او یاد کرده است؛ با درامر اصلی جان استنیر و پاتن که با هم در گروه تاماهاوک نواختند. همیلتون در مورد تأثیر هلمت بر راک گفت: «من آن را همه جا می‌شنوم. من ریف‌های هلمت را در گروه اونسنس شنیده‌ام. بچه‌های امروز در این مرحله هیچ ایده‌ای ندارند، زیرا آنها [ابتدا] مثلاً به کورن یا سیستم آو ا داون وارد شدند. گروه‌هایی مانند مستودون و نورما جین به من می‌گویند، اوه، ما با این کار شما را از بین بردیم. برخی از گروه‌ها کارهای جالبی با آن انجام می‌دهند، و گروه‌های بدجنسی هم هستند که از ما تقلید کرده‌اند.»
در سال ۲۰۱۶ یک آلبوم بزرگداشت با عنوان در ضمن ریداکس منتشر شد. این کاور آهنگ‌های هلمت دههٔ ۱۹۹۰ (شامل تمام ۱۰ آهنگ آلبوم در ضمن) توسط گروه‌های مختلف زیرزمینی هاردکور بود. چی چنگ، نوازندهٔ بیس گروه دفتونز اظهار داشت: «هر گروه باید آرزوی اصالت و نبوغ هلمت را داشته باشد. الهام‌بخش برای طرفداران و نوازندگان به‌طور یکسان.» کریس دی نوازندهٔ گیتار گروه نورما جین در سال ۲۰۰۶ به یاد می‌آورد: «اولین آهنگی که یادگرفتم با گیتار بنوازم، آهنگ هلمت بود. من تقریباً سعی کردم آهنگ‌ها را بفهمم و اساساً به این ترتیب نواختن را یادگرفتم. هلمت گروهی است که من آن را انجام دادم. سال‌ها به آن‌ها گوش کرده‌ام و همیشه از آنها لذت خواهم برد، زیرا آنها شیرین‌ترین ریف‌هایی را دارند که من تا به حال شنیده‌ام، من هم بدون هلمت در زندگی‌ام مثل آن‌ها نمی‌شوم.»
در نظر گرفته می‌شود که هلمت تأثیر عمده‌ای بر ژانر نیو متال دارد، با استفاده از گروه دراپ تونینگ که بر بسیاری از افراد در این ژانر تأثیر گذاشته است. همیلتون، که از این ارتباط ناراضی بود، پاسخ داد: «این ناامید کننده است که مردم [ما را] به دلیل وابستگی یا اعتبار یا بی‌اعتبار ساختن نیو متال و رپ متال یا هر چیز دیگری که به نظر ما هیچ شباهتی به آن نداریم، [ما را] بی‌اعتبار می‌کنند.» اگرچه همیلتون در نهایت به کار با گروه‌های لینکین پارک و پی.او.دی. ادامه داد.

## اعضای گروه

### اعضای فعلی
- پیج همیلتون - گیتار لید، خوانندهٔ اصلی (۱۹۹۸–۱۹۸۹، ۲۰۰۴–اکنون)
- کایل استیونسون - درام، بک آواز (۲۰۰۶–اکنون)
- دن بیمن - گیتار ریتم، بک خواننده (۲۰۰۸–اکنون)
- دیو کیس – بیس، بک خواننده (۲۰۱۰–اکنون)

### اعضای پیشین
- پیتر منگد – گیتار ریتم (۱۹۹۳–۱۹۸۹)
- جان استنیر - درام (۱۹۹۸–۱۹۸۹)
- هنری بوگدان – بیس (۱۹۹۸–۱۹۸۹)
- راب اچوریا - گیتار ریتم (۱۹۹۶–۱۹۹۳)
- کریس رینر - گیتار ریتم (۱۹۹۸–۱۹۹۷، ۲۰۰۶–۲۰۰۴)
- جان تمپستا – درام (۲۰۰۶–۲۰۰۴)
- فرانک بلو – بیس (تور ۲۰۰۵–۲۰۰۴)
- جرمی شاتلین – بیس (تور ۲۰۰۶–۲۰۰۵)
- مایک جوست – درام (۲۰۰۶)
- جان فولر – بیس (تور ۲۰۱۰–۲۰۰۶)
- جیمی تامپسون – گیتار ریتم (۲۰۰۷–۲۰۰۶)

## ترانه‌شناسی
- تسمه آن را روشن کنید (۱۹۹۰) Strap It On
- در ضمن (۱۹۹۲) Meantime
- بتی (۱۹۹۴) Betty
- پس از طعم (۱۹۹۷) Aftertaste
- اندازه مهم است (۲۰۰۴) Size Matters
- تک‌رنگ (۲۰۰۶) Monochrome
- دیدن سگ چشم (۲۰۱۰) Seeing Eye Dog
- مرده برای جهان (۲۰۱۶) Dead to the World
- چپ (۲۰۲۳) Left